# Ефимовская (Вожегодский район)
Ефимовская — деревня в Вожегодском районе Вологодской области.
Входит в состав Вожегодское городское поселение, с точки зрения административно-территориального деления — в Вожегодский сельсовет.
Расстояние до районного центра Вожеги по автодороге — 7 км. Ближайшие населённые пункты — Сенькинская, Нестериха, Похватинская.
По переписи 2002 года население — 2 человека.